# Альфред Буассо
Альфред Буассо (фр. Alfred Boisseau; 1823, Париж — 1901, Баффало) — канадський художник французького походження, що зображав у своїх картинах життя індіанців і «Дикого Заходу».

## Біографія
Альфред Буассо народився в Парижі в 1823 році. У нього був старший брат, який пізніше служив в уряді. Навчався у Поля Делароша, модного художника, який поєднував стилі неокласицизму і романтизму. У 1845—1849 роках служив секретарем французького консула в Новому Орлеані, де створив свої перші картини на індіанську тематику — в основному представників народу чокто. Можливо, на вибір тематики вплинуло знайомство з творчістю широко відомого в ті часи Дж. Кетлін. У 1848 році виставив свою роботу Louisiana Indians Walking Along a Bayou в паризькому салоні. Після оселився в Нью-Йорку. Там він викладав мистецтво з 1849 по 1852 рік. З 1850-х років також займався фотографією. У 1860 році переїхав до Монреаля, де відкрив свою фотостудію.

Деякі роботи
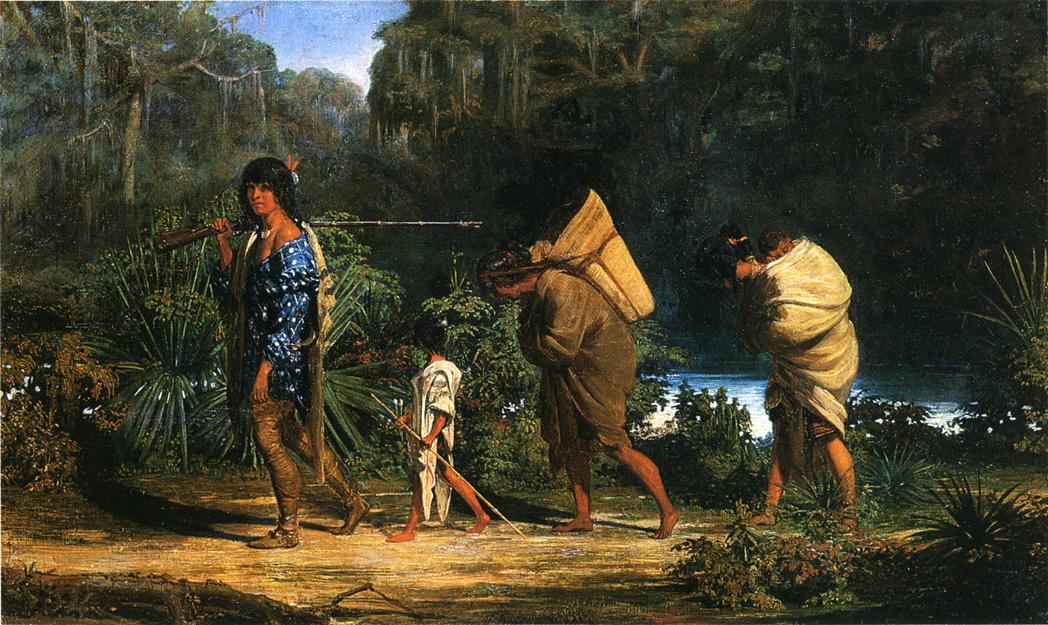
Louisiana Indians Walking Along a Bayou
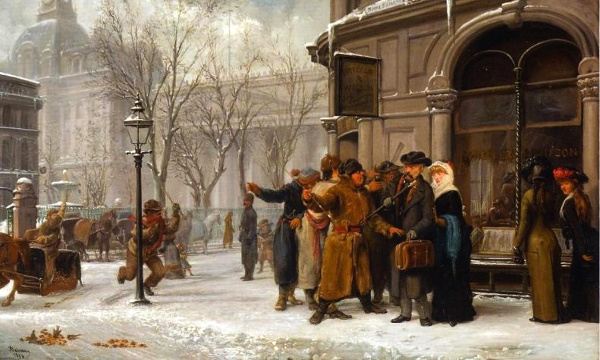
Montreal Street Scene